# Nisída Tráfos
Nisída Tráfos är en ö i Grekland.   Den ligger i regionen Kreta, i den sydöstra delen av landet, 400 km söder om huvudstaden Aten.